# Pseudoderopeltis granulifera
Pseudoderopeltis granulifera är en kackerlacksart som beskrevs av Krauss 1890. Pseudoderopeltis granulifera ingår i släktet Pseudoderopeltis och familjen storkackerlackor.
Artens utbredningsområde är Zimbabwe. Inga underarter finns listade i Catalogue of Life.